# ميغيل أنخيل غوتيريز ماتشادو
ميغيل أنخيل غوتيريز ماتشادو (بالإسبانية: Miguel Ángel Gutiérrez Machado)‏ هو سياسي مكسيكي، ولد في 26 مارس 1960 في ولاية يوكاتان في المكسيك. حزبياً، نشط في حزب العمل الوطني. وقد انتخب عضو مجلس النواب المكسيك.